# Ischionodonta iridipennis
Ischionodonta iridipennis är en skalbaggsart som först beskrevs av Louis Alexandre Auguste Chevrolat 1859.  Ischionodonta iridipennis ingår i släktet Ischionodonta och familjen långhorningar.
Artens utbredningsområde är:
- Uruguay.
- Venezuela.

Inga underarter finns listade i Catalogue of Life.